# Mühlbach (Saalach)
Mühlbach är ett vattendrag i Österrike.   Det ligger i förbundslandet Salzburg, i den centrala delen av landet, 260 km väster om huvudstaden Wien.
I omgivningarna runt Mühlbach växer i huvudsak blandskog. Runt Mühlbach är det ganska tätbefolkat, med 139 invånare per kvadratkilometer.